# Joanna Wierusz-Kowalska
Joanna Wierusz-Kowalska-Turowska (ur. 4 lipca 1930 w Wilnie, zm. 26 kwietnia 2005 w Paryżu) – polska malarka, konserwator dzieł sztuki, córka malarza Czesława Wierusz-Kowalskiego, oraz wnuczka Alfreda Wierusz-Kowalskiego.

## Życiorys
Była córką Czesława, malarza i Hanny. Dzieciństwo spędziła w Wilnie, a po zakończeniu II wojny światowej zamieszkała w Gdańsku. 
W latach 1950–1956 studiowała na Wydziale Konserwacji Akademii Sztuk Pięknych w Warszawie. W 1956 po uzyskaniu dyplomu, podjęła kolejne studia na Wydziale Malarstwa w pracowni prowadzonej przez Artura Nachta-Samborskiego, które ukończyła w 1960.
Od 1962 przebywała na emigracji we Francji ciesząc się dużą popularnością w środowisku paryskiej Polonii. Do przyjaciół artystki należeli między innymi: André Breton, Kazimierz Brandys, Jan Lebenstein, Józef Czapski, Salvador Dalí, Włodzimierz Odojewski czy Andrzej Dobosz.
Jako malarka tworzyła głównie abstrakcje liryczne, ponadto zajmowała się rysunkiem i freskiem.
Swoje prace prezentowała na wystawach zbiorowych i indywidualnych w Polsce i we Francji, w tym między innymi na Centre de Civilisation Polonaise na Sorbonie, w Les Cimaises Ventadour, Galerie Etienne de Causans, oraz na zamku de Valniere w Turyngii.
W Polsce obrazy i rysunki Joanny Wierusz-Kowalskiej można podziwiać między innymi w Muzeum Narodowym we Wrocławiu, Muzeum Akademii Sztuk Pięknych w Warszawie i Suwalskim Muzeum Okręgowym, gdzie artystka przekazała 12 swoich rysunków, a po jej śmierci muzeum otrzymało kolejne prace artystki, w tym jej autoportret włączony do stałej ekspozycji muzeum. Prace malarki znajdują się ponadto w kolekcjach prywatnych we Francji, Polsce, Stanach Zjednoczonych, Belgii, Szwecji, Kanadzie, Austrii i we Włoszech.
Pod koniec życia artystka zmagała się z chorobą nowotworową. Nie mogąc malować tworzyła tylko rysunki.

### Życie prywatne
Artystka była córką Czesława Kowalskiego-Wierusza i wnuczką Alfreda Kowalskiego-Wierusza.
Jej mężem był Jerzy Turowski. Artystka miała z nim dwójkę dzieci: córkę oraz syna Marka. Żadne z dzieci Joanny Wierusz-Kowalskiej nie kontynuuje malarskich tradycji rodzinnych. Córka jest muzykiem, a syn pilotem.

## Twórczość (wybór)
- Okna
- Nowy Jork
- Słońca
- Anstrakcja
- Autoportret